# Melizzano
Melizzano é uma comuna italiana da região da Campania, província de Benevento, com cerca de 1.865 habitantes. Estende-se por uma área de 17 km², tendo uma densidade populacional de 110 hab/km². Faz fronteira com Amorosi, Castel Campagnano (CE), Dugenta, Frasso Telesino, Solopaca, Telese Terme.

## Demografia
| Variação demográfica do município entre 1861 e 2011                               |
|                                                                                   |
| Fonte: Istituto Nazionale di Statistica (ISTAT) - Elaboração gráfica da Wikipedia |